# Drousha
Drousha (tiếng Ả Rập: Tiếng Anh) là một ngôi làng của Syria ở huyện Qatana thuộc tỉnh Rif Dimashq. Theo Cục Thống kê Trung ương Syria (CBS), Drousha có dân số 6.091 người trong cuộc điều tra dân số năm 2004.